# Paul Goldsmith
Paul Goldsmith, ameriški dirkač Formule 1, * 2. oktober 1925, Parkersburg, Zahodna Virginija, † 6. september 2024, Munster, Indiana.
Paul Goldsmith je bil ameriški dirkač, ki je med letoma 1958 in 1963 sodeloval na ameriški dirki Indianapolis 500, ki je med letoma 1950 in 1960 štela tudi za prvenstvo Formule 1. Na dirki leta 1960 je dosegel tretje mesto, na dirki leta 1959 pa peto.